# Bolo de casamento

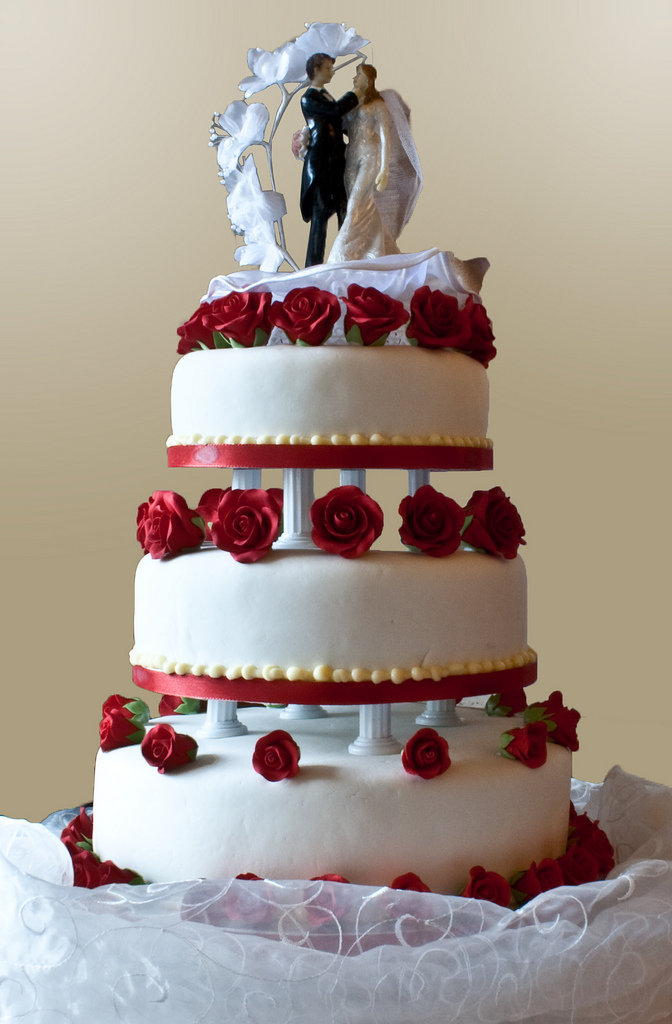
Bolo de casamento com topo de biscuit.

O bolo de casamento é o bolo tradicional servido em festas de casamento após a refeição principal. Na cultura ocidental moderna, o bolo geralmente fica exposto e é servido aos convidados durante a recepção. Tradicionalmente, o bolo de casamento era servido para trazer boa sorte ao casal e seus convidados. Atualmente, no entanto, adquiriu o papel de peça central na decoração do casamento e muitas vezes é substituído por um bolo cenográfico feito de isopor coberto com glace e pasta americana. Alguns bolos são construídos com apenas um nível comestível para que os noivos compartilhem o doce durante o tradicional corte do bolo.

## Informações básicas

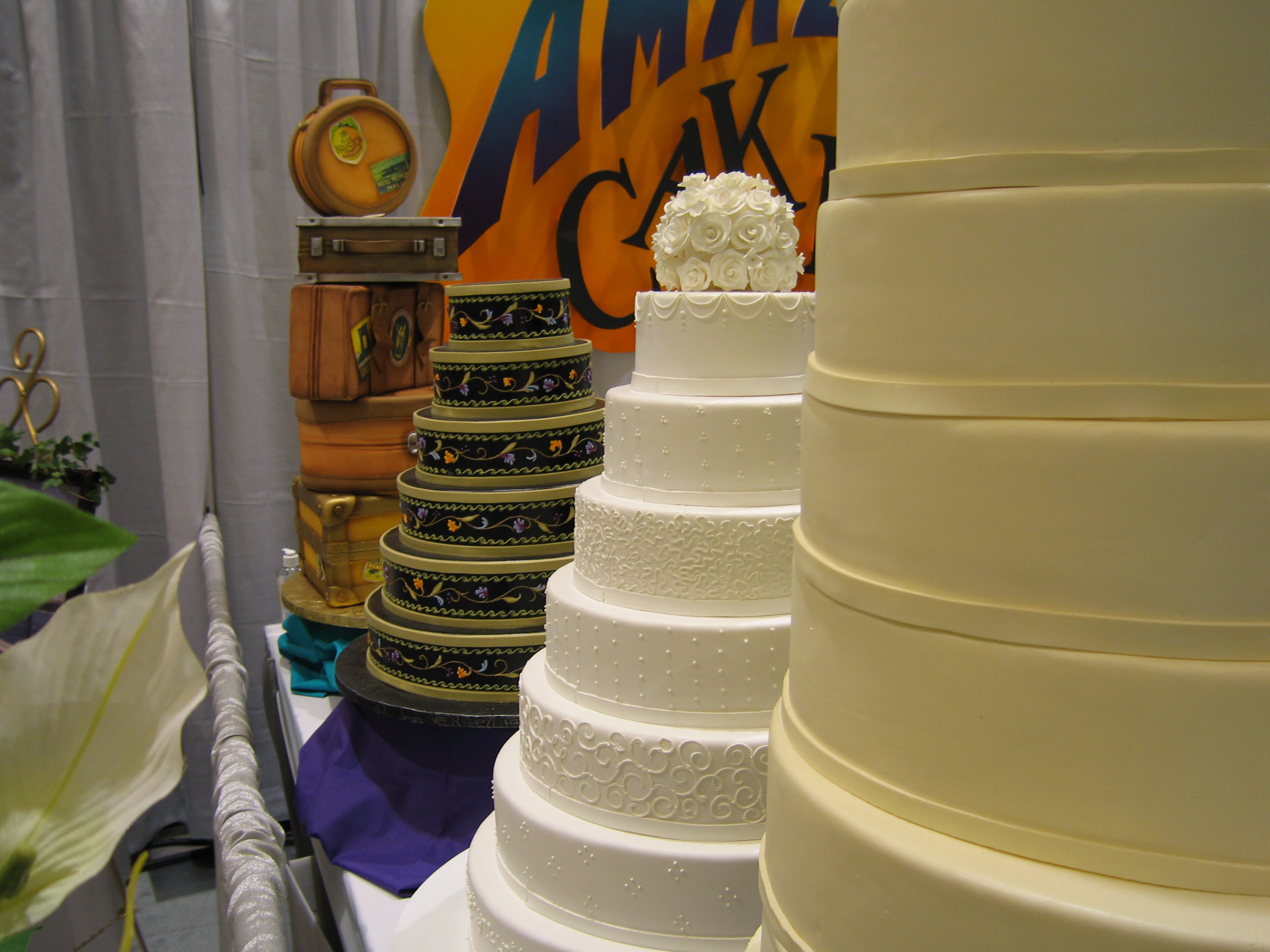
Bolos de casamento em uma Feira de Noivas de Seattle

Bolos de casamento variam de tamanho dependendo do número de convidados que o bolo deve servir. Confeiteiros e cake designers utilizam ingredientes e ferramentas variadas para criar um bolo que, geralmente, reflete a personalidade do casal. Marzipã, fondant, pasta americana, nata (buttercream), e chocolate estão entre os ingredientes mais comumente utilizados. Os bolos de casamento variam em preço considerando seu tamanho e seus casulosO cálculo se baseia no número de pessoa ou de fatias. Seus preços podem variar de alguns reais a algumas centenas de reais por pessoa ou fatia, dependendo do chef de pastisserie que é contratado para fazer o bolo. Bolos de casamento e decoração de bolo em geral tornaram-se um certo símbolo da cultura pop da sociedade ocidental atual. No Brasil, o talent show de culinária Bake Off Brasil foi exibido pelo SBT e pelo Discovery Home & Health se baseando no formato original do The Great British Bake Off, exibido pela BBC One no Reino Unido. Programas de tv como estes tornaram-se populares ganhando, inclusive, suas versões infantis e se manifestando na cultura popular atual.
Hoje em dia bolos mais simples utilizam topo de bolo, nos quais tomam lugar dos noivinhas de para noivinhas de papiro.

## História

Ronald Reagan e Nancy Reagan cortando o bolo de casamento, 1952

### História anterior ao séc. XVIII
O bolo de casamento contemporâneo surgiu de várias tradições étnicas diferentes. Uma das primeiras tradições começou na Roma antiga, onde, um pão era partido sobre a cabeça da noiva para trazer boa sorte ao casal.
O bolo de casamento era, originalmente, um item de luxo e um sinal de celebração e status social. Quanto maior o bolo, maior a posição social. Bolos de casamento na Inglaterra e nos primórdios da América eram tradicionalmente bolos de frutas, muitas vezes cobertos com marzipã e glacê, empilhados em diferentes níveis. O corte do bolo era uma parte importante da recepção. O glacê branco também era um símbolo de dinheiro e importância social na Era Vitoriana, de modo que um bolo branco era altamente desejado. Hoje, diferentes sabores e apresentações estão disponíveis além do tradicional bolo em camadas totalmente branco.
Na Inglaterra Medieval, os bolos eram empilhados o mais alto possível para que os noivos se beijassem sobre ele. Um beijo bem-sucedido significava a garantia de uma vida próspera. A partir desta tradição, foi criada a Torre de Profiterole (ou Croquenbouche). O mito por trás desse bolo fala de um chef de patisserie, visitando a Inglaterra medieval que testemunhou sua tradição de empilhar pãezinhos doces entre os noivos para que eles tentassem se beijar sem derrubá-los. O confeiteiro voltou para a França e empilhou doces em uma torre para fazer o primeiro Croquembouche. O croquembouche moderno ainda é muito popular na França, onde agora é comum colocar a torre de profiteroles em uma “cama” de bolo e torná-la uma camada superior. Este tradicional bolo de casamento francês é construído a partir de profiteroles grudados entre si por uma fina camada de caramelo.
Em 1703, Thomas Rich, um aprendiz de padeiro de Ludgate Hill, se apaixonou pela filha de seu empregador e pediu sua mão em casamento. Ele queria fazer um bolo extravagante, então se inspirou no desenho da St Bride's Church, situada na Fleet Street, em Londres.

### História posterior
Tradicionalmente, a noiva colocava uma aliança dentro do pedaço de bolo do noivo para simbolizar o consentimento da proposta. Durante o meio do século XVII até o início do século XIX, a "torta da noiva" era servida na maioria dos casamentos e os convidados deveriam comer um pedaço por cortesia. Era considerado muito grosseiro e agourento não comer a torta da noiva. Uma tradição da torta da noiva era colocar um anel de vidro no meio da sobremesa e a donzela que o encontrasse seria a próxima a se casar, semelhante à tradição moderna de pegar o buquê de flores. A torta da noiva evolui para o bolo da noiva. Nesta época, a sobremesa já não tinha mais a forma de uma torta e era mais doce do que a sua antecessora. O bolo da noiva era tradicionalmente um bolo de ameixa ou de frutas. A superstição de que comer o bolo traria boa sorte ainda era comum, mas a do anel de vidro morreu lentamente e o lançamento do buquê da noiva tomou seu lugar.

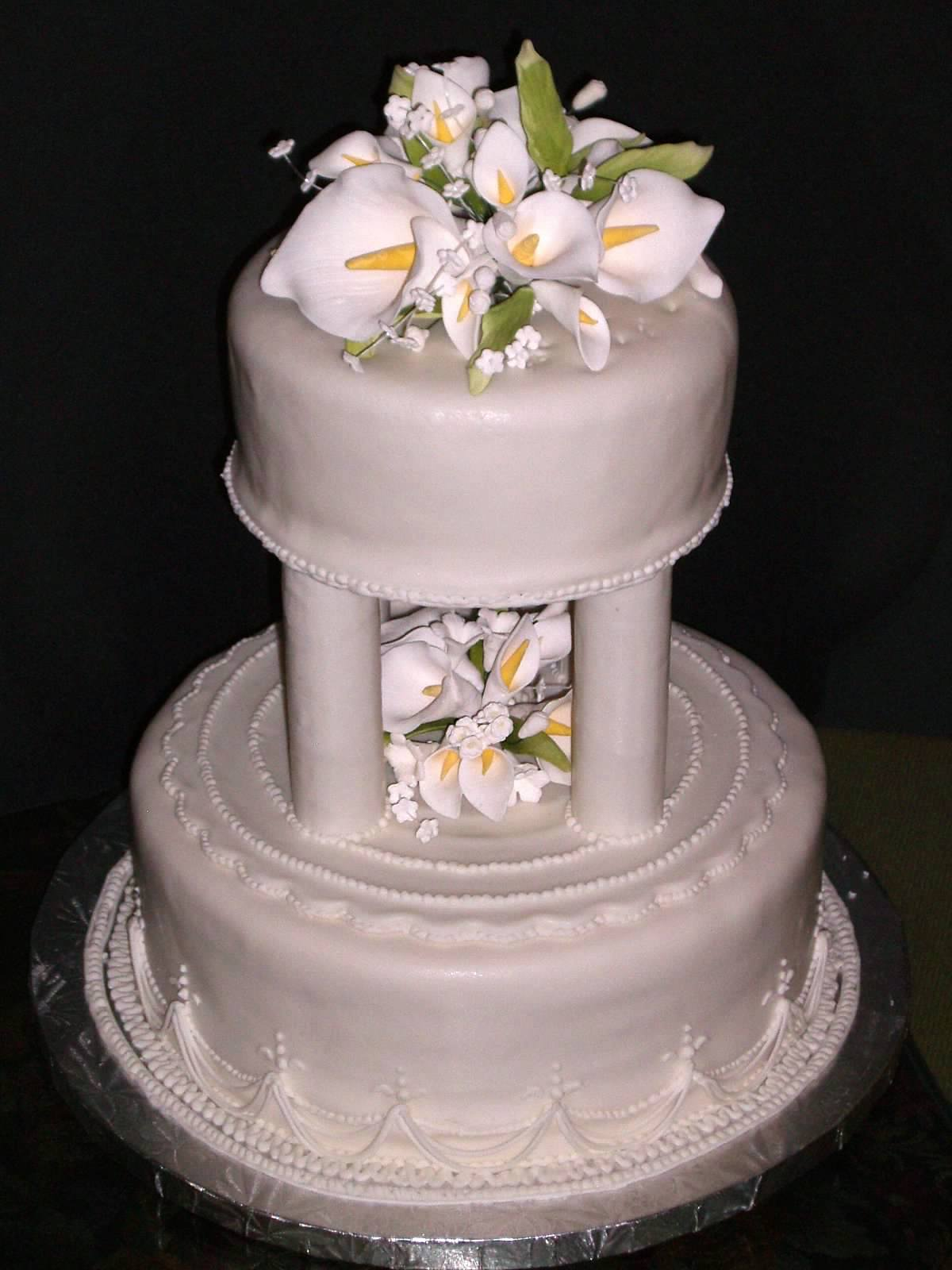
Bolo em andares com lírios de calla, um símbolo de pureza

Bolos de frutas simbolizavam fertilidade e prosperidade, o que os ajudou a ganhar popularidade, pois homens casados desejavam ter muitos filhos. O bolo da noiva se transformou no bolo de casamento moderno que conhecemos hoje. No séc. XVII, eram feitos dois bolos, um para a noiva e outro para o noivo. O bolo do noivo desapareceu e o bolo da noiva se tornou o principal bolo para o evento. Quando os dois bolos eram servidos juntos, o bolo do noivo era geralmente o de cor mais escura, cheio de frutas e geralmente muito menor do que o bolo da noiva. O bolo da noiva era, geralmente, um bolo de libra simples com glacé branco, pois o branco era um sinal de virgindade e pureza. No início do séc. XIX, o açúcar tornou-se um item mais fácil de se obter ao mesmo tempo em que os bolos da noiva se tornaram populares. Os açúcares mais refinados e mais brancos ainda eram muito caros. Por esta razão, apenas as famílias ricas podiam se dar ao luxo de ter uma cobertura totalmente branca. Esta demonstração ostentava a riqueza e o status social da família. Quando a Rainha Victoria usou glacê branco no topo do seu bolo, este ganhou um novo título, glacê real.
O bolo de casamento moderno como o conhecemos se originaria no casamento do Príncipe Leopold, Duque de Albany, em 1882. Seu bolo de casamento foi o primeiro a ser completamente comestível. As colunas entre os níveis de bolo só apareceriam cerca de 20 anos depois. Os pilares eram muito mal feitos com cabos de vassouras cobertos de glacê. Os andares representavam prosperidade e eram um símbolo de status porque apenas famílias ricas podiam se dar ao luxo de incluí-los no bolo. O bolo de casamento do Príncipe Leopold foi criado em camadas separadas e com uma camada de glacê bastante densa. Quando o glace endureceu, as camadas puderam ser empilhadas. Uma inovação revolucionária para bolos de casamento na época. Os bolos de casamento modernos ainda utilizam este método, com uma forma adicional de apoio, com pinos embutidos no bolo, para ajudar a suportar o peso, especialmente de bolos maiores.

## Simbolismo

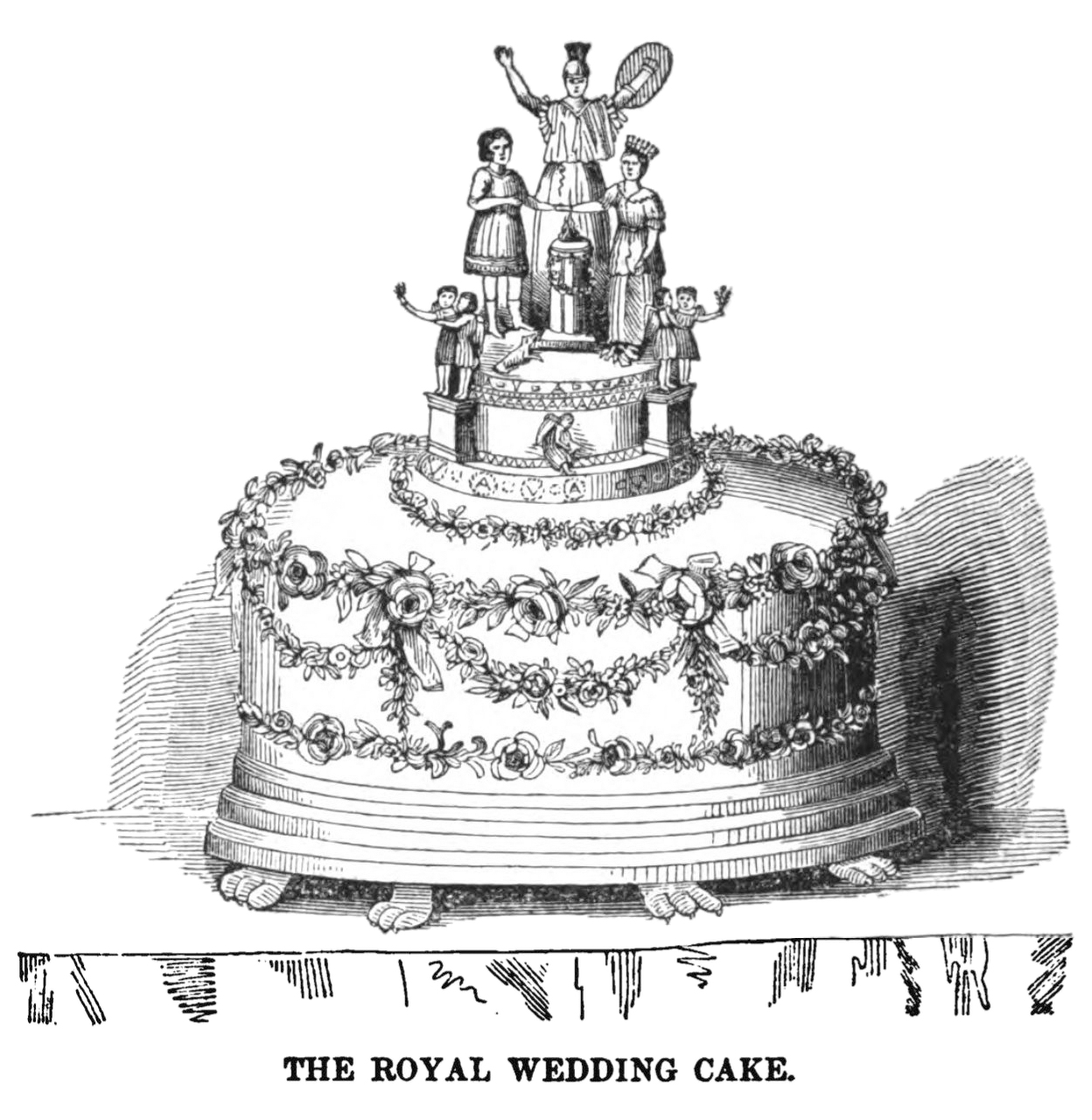
Bolo de casamento da Rainha Vitória.

Os bolos de casamento têm estado presentes nas cerimônias e recepções de casamento durante séculos. Eles nem sempre foram o foco do evento e muitas vezes apareceram em formas diferentes, como tortas ou pão. Sempre houve muito simbolismo associado ao bolo de casamento. O primeiro bolo de casamento doce de que se tem notícia é conhecido como Banbury Cake, que se tornou popular em 1655. A cor branca tem sido associada às cerimônias de casamento, desde a era Vitoriana, quando a Rainha Victoria optou por usar um vestido de casamento branco em seu enlace com o Príncipe Albert, em 1840. A rainha Victoria acentuou um simbolismo já existente em torno da cor branca e sua relação com a virgindade e a pureza. O bolo de casamento era originalmente conhecido como o bolo de noiva, portanto, a cor branca tornou-se comum porque o bolo precisava refletir a noiva.
O corte do bolo é uma tarefa cheia de simbolismo. Originalmente, o bolo deveria ser distribuído entre os convidados exclusivamente pelas mãos da noiva, pois consumir o bolo seria a garantia da fertilidade. Com o crescimento dos casamentos e do número de convidados, essa tarefa passou a ser um empreendimento conjunto, onde o noivo precisava ajudar a cortar o bolo e distribuí-lo entre os convidados. A pilha de andares e a crosta de glacê dura o suficiente para suportar o peso da confecção do bolo tornou o seu corte uma tarefa muito difícil para apenas uma pessoa. O noivo passaria, então, a ajudar a noiva neste processo. Uma vez começada esta tradição, a noiva e o noivo compartilhariam um pedaço de bolo antes de distribuí-lo aos convidados para simbolizar sua união e sua promessa de cuidar um do outro para sempre.

## Superstições

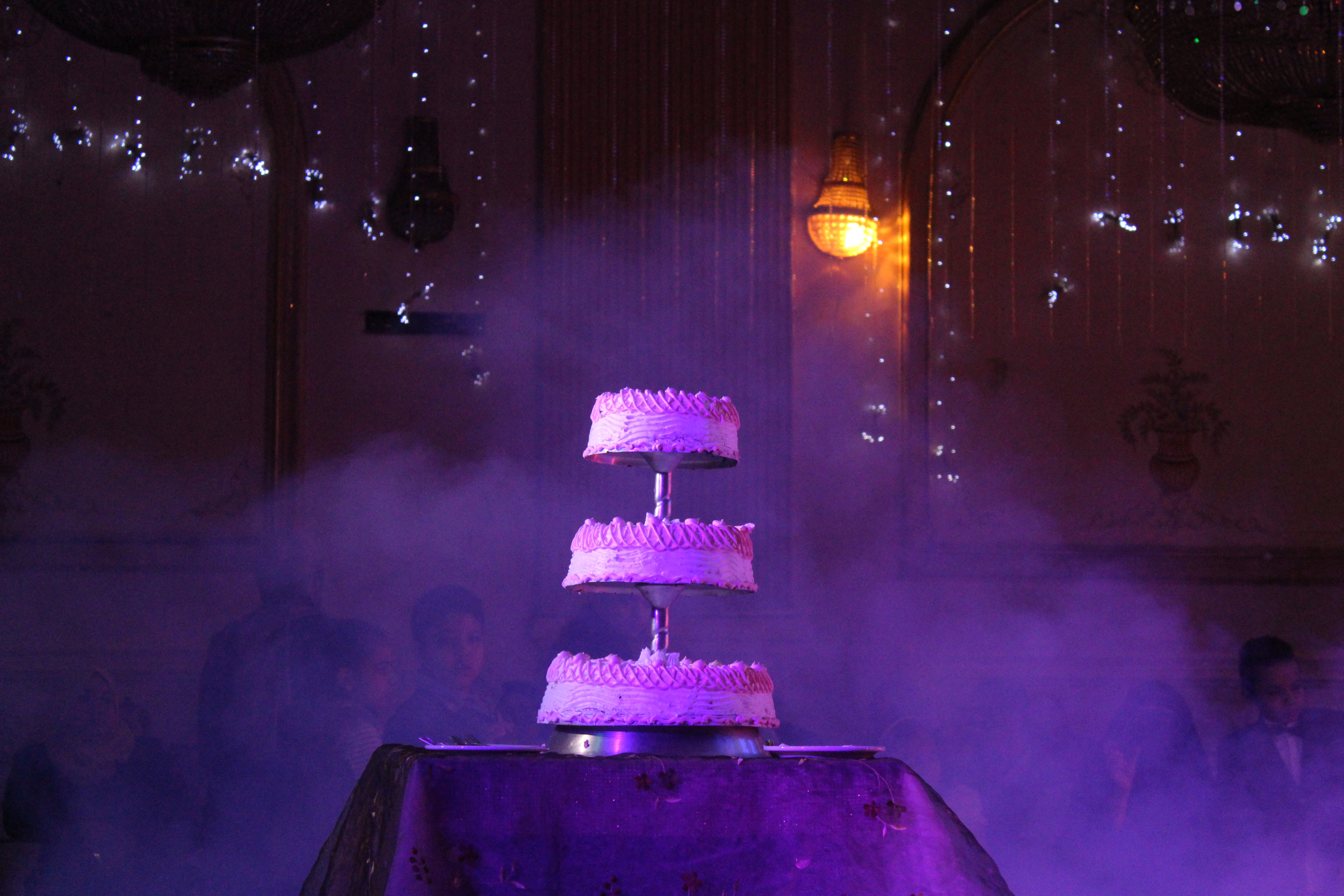
Bolo de casamento no Cairo

O bolo de casamento é cercado por superstições. Em um casamento tradicional Americano, as donzelas são convidadas a puxar fitas ligadas à base do bolo de casamento. De todas as fitas, apenas uma contém um amuleto ou um anel, e quem o receber será a próxima pessoa a se casar. Em outros países, o bolo de casamento é quebrado sobre a cabeça da noiva para garantir a fertilidade e trazer boa sorte para o casal. Além disso, algumas pessoas hoje pensam que comer as migalhas do bolo de casamento lhes dariam boa sorte porque o bolo de casamento simboliza a felicidade e a boa vida para os recém-casados.
Há também os mitos em que as damas de honra sonham com seus futuros maridos. Damas de honra esperançosas levam um pedaço de bolo para casa e os colocam sob o travesseiro. Outras dormem com um punhado de bolo na perna esquerda da meia-calça e o restante sob seu travesseiro, depois de passar os pedaços de bolo através da aliança da noiva.
Na era medieval, os bolos de casamento eram construídos por rolos e pães empilhados uns por cima dos outros. O noivo e a noiva deveriam, então, tentar se beijar no topo do bolo para assegurar a fertilidade e boa sorte. No séc. XVIII, os recém casados tentavam manter o bolo intacto até seu primeiro aniversário de casamento para evitar futuros problemas no casamento. Esta é uma das razões pelas quais bolos no séc. XVIII eram feitos de frutas e misturado com vinho.

## Tipos de bolos de casamento

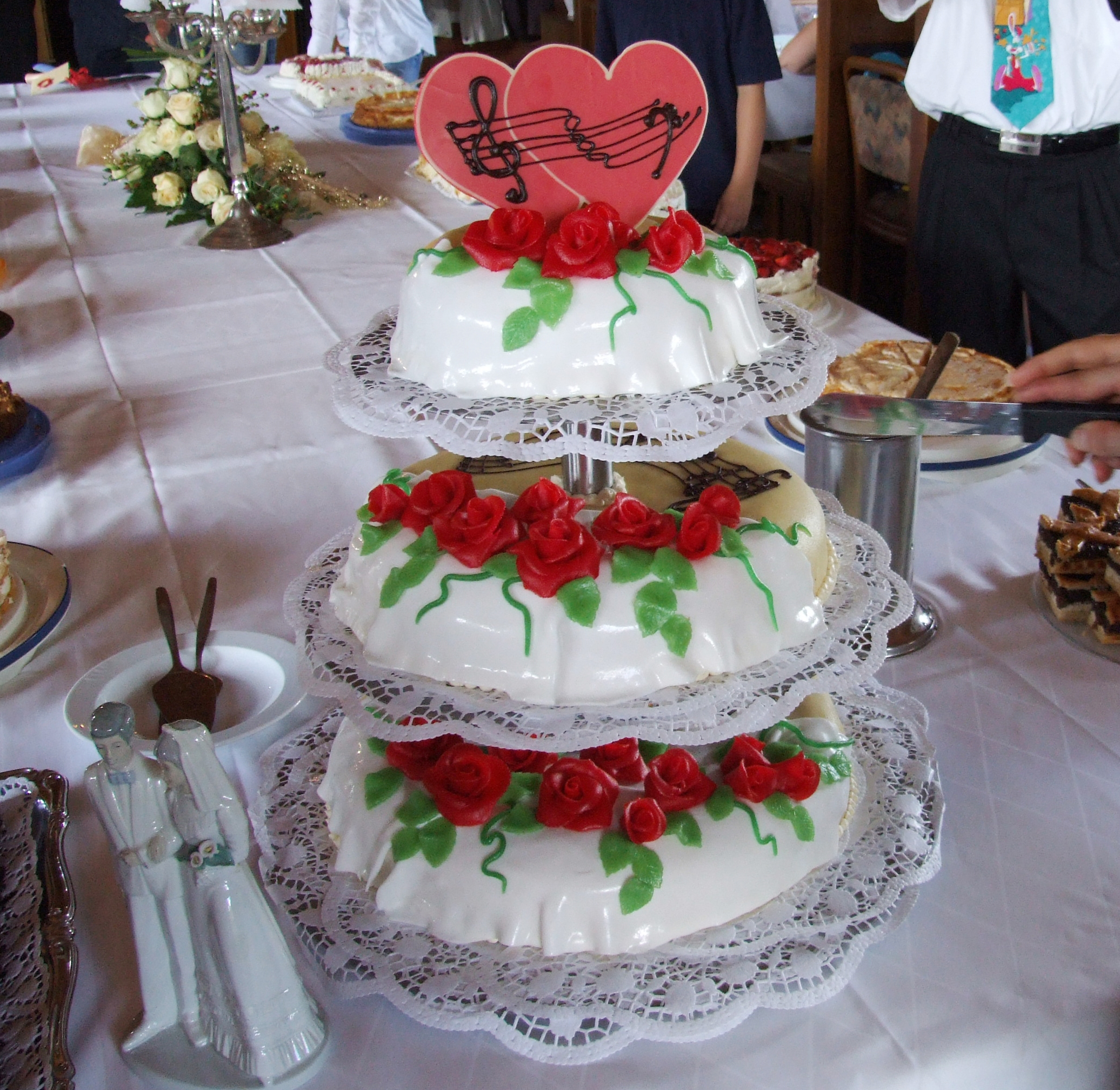
Hochzeitstorte, um bolo de casamento alemão.

Bolos de casamento vêm em vários tipos, tais como os bolos de casamento tradicionais, bolos de casamento baseados no sabor, pequenos bolos ou bolos individuais, com cobertura e cupcakes. Os bolos de casamento tradicionais são brancos, incluindo decoração e variações de cobertura como nata, amêndoa etc. Bolos de casamento baseados no sabor incluem chocolate, baunilha ou morango. Pequenos bolos ou bolos individuais podem ser mais eficientes em termos de preço. Bolos com cobertura são populares devido à grande quantidade de glacê.
Na sociedade moderna, o bolo de casamento mais popular é o tradicional em camadas de sabores. Este consiste de andares diferentes de camadas – que podem ser de sabores diferentes – posicionado diretamente umas sobre as outras". O tradicional bolos de casamento em camadas é semelhante ao bolo de andares. Muitas vezes eles são cheios de flores ou colunas para adicionar impacto visual e altura. Os separadores podem incluir jóias, conchas, flores e o gosto ou podem ser completamente separados usando tradicionais bandejas cromadas.

O pão de ló é, atualmente, o sabor mais tradicional dos bolos de casamento, mas diferentes sabores de recheio podem ser adicionados entre as camadas. Chocolate, ameixa, rum, abacaxi, doce de leite e creme italiano são escolhas populares. O glacê pode ser um clássico, se apresentando com superfície lisa, mesclada, escorrida ou confeitada em forma de garoa, redemoinhos, ou espatulada.

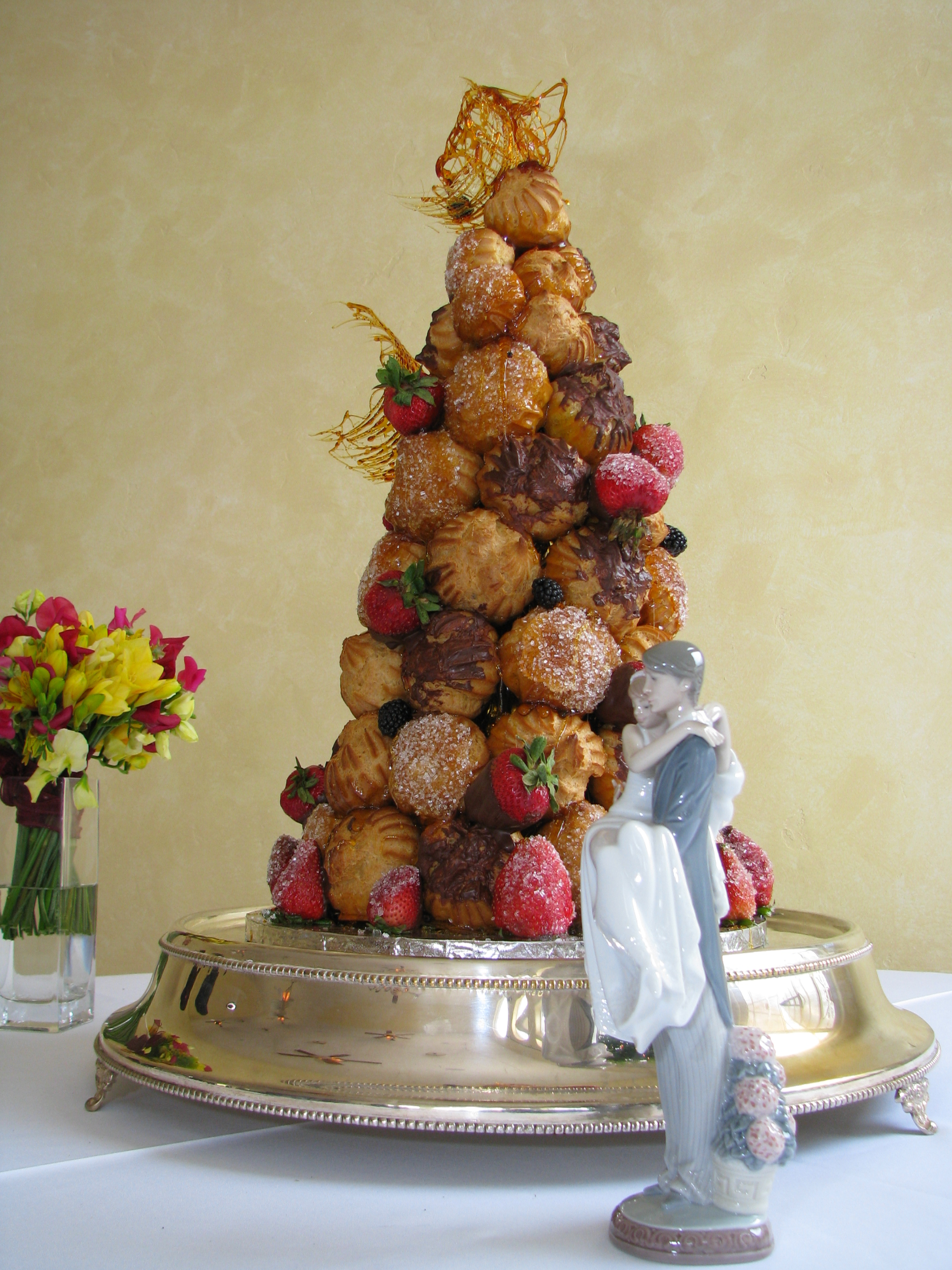
Croquembouche, bolo de profiterólis

Fondant é um estilo de glacê mais consistente que é estendida como um manto sobre as camadas. A sua superfície lisa e firme  feita de açúcar de confeiteiro muitas vezes é embelezado com apliques, flores de goma, ou detalhes em glacê real. O fondant pode ser cortado em pequenos desenhos, incorporado a projetos com maiores formas, aromatizado ou colorido. Fondant derramado é usado para o esmaltar petits fours e dar acabamento a outros pequenos detalhes da confecção. Tal fondant dá um acabamento brilhante e um gosto adocicado.
Glacê real é feito com açúcar e clara de ovo ou pó de merengue. Ele endurece a a ponto de servir como tigela impermeável. Endurece rapidamente e é ideal para fazer detalhado formas com antecedência. Ele também pode ser usado diretamente em bolos de andares e funciona maravilhosamente bem para trabalhos delicados.
Em algumas áreas, particularmente no sul dos EUA, dois bolos são apresentados em casamentos. O mais tradicional, cheio de andares, é o bolo da noiva, e uma segunda escolha de sabor de é chamada de o "bolo do noivo". Esta tradição foi trazida da Inglaterra pelos primeiros colonizadores, que consideravam o "Bolo da Noiva" feito de glacê branco leve demais para a masculinidade. O bolo do noivo era, normalmente, um bolo de frutas de cor escura, encharcado de licor, particularmente no estado da Virgínia. Hoje os bolos do noivo são geralmente de chocolate, embora o noivo, muitas vezes, escolha outro dos seus sabores favoritos. O bolo do noivo geralmente tem o formato de algo significativo para ele, como um item de seu hobby, time esportivo ou símbolo de sua ocupação. O filme Steel Magnolias mostra um bolo do noivo "veludo vermelho" em forma de um tatu-canastra. O bolo do noivo é servido na recepção como um segunda sabor de escolha para os hóspedes, embora em algumas regiões seja tradicional servi-lo no jantar de ensaio.

## Adaptações modernas

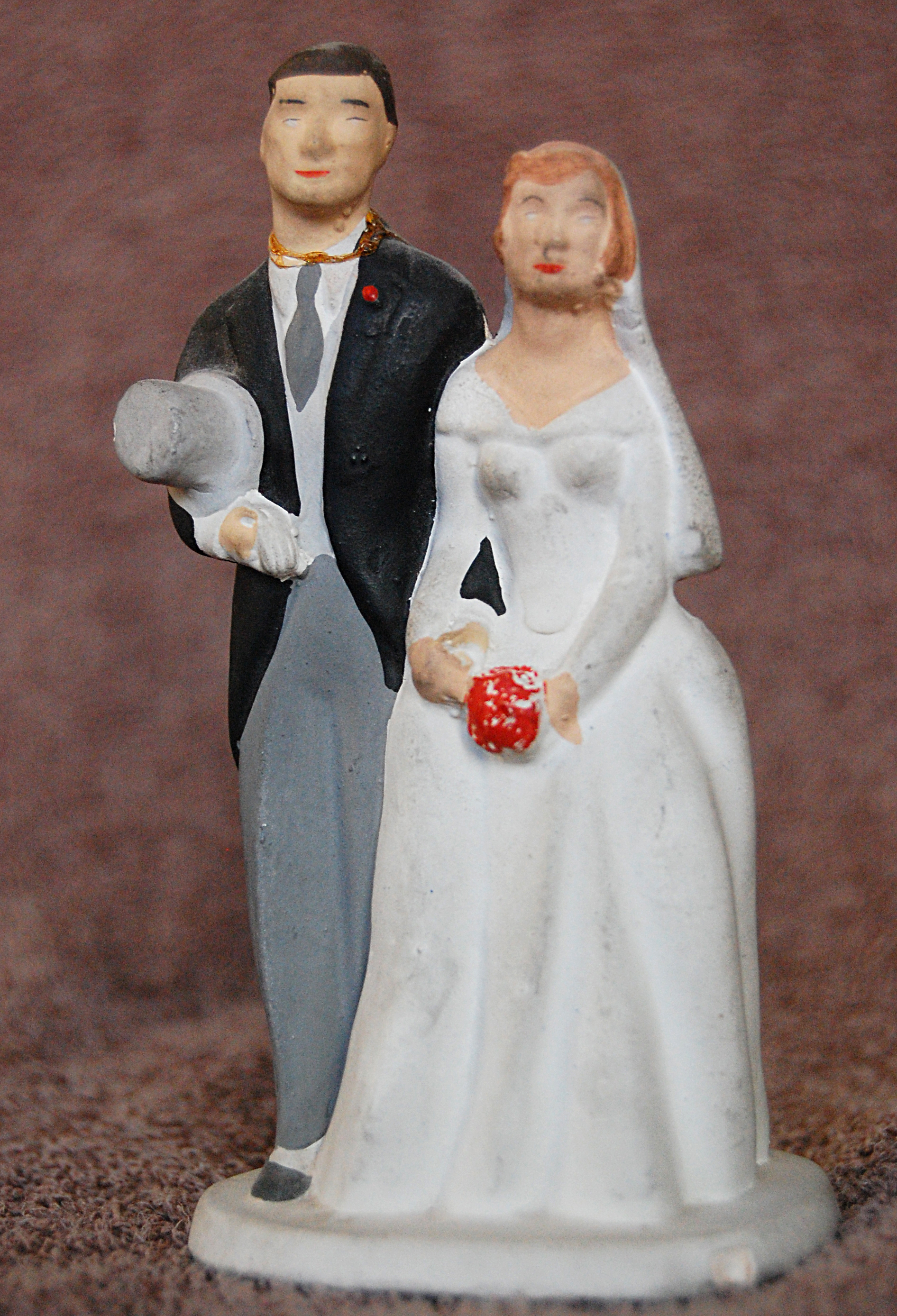
Um topo de bolo inglês tradicional, feito de cerâmica, de 1959

Topos de bolo de casamento são pequenas esculturas ou peças de artesanato expostas em cima do bolo. O tipo mais comum topo de bolo mostra uma representação de um casal de noivos em seus trajes de casamento. Este costume foi dominante nos casamentos dos EUA, nos anos 1950, onde representava a união. Topos de bolo atualmente podem ser, muitas vezes, figuras que indicam hobbies ou outras paixões do casal. Alguns são bem humorados, ou podem representar a profissão dos noivos. Alguns casais usam uma obra de arte que, mais tarde, será usada como objeto de decoração na sua casa, como uma estatueta ou enfeite de Natal. Alguns casais ignoram completamente o topo de bolo ou decoram a camada superior com flores, bandeirinhas e velas.
No Reino Unido, o tradicional bolo de casamento era feito de um rico bolo de frutas cujos ingredientes duram anos sem se deteriorar. Isso permitia que a camada superior fosse armazenada após o casamento, para ser comida durante o batismo do primeiro filho. Muitos bolos modernos agora consistem em sabores como baunilha, chocolate ou cenoura.
A maioria dos bolos têm entre três e cinco andares de altura. Bolos de casamento reais estão entre os mais elaborados já vistos no Reino Unido. Mais recentemente, em 2011, o Príncipe William e sua esposa Catherine, Duquesa de Cambridge, tiveram um bolo de casamento de oito andares.